# 豐順四色
豐順四色，是流傳於廣東豐順的四色牌遊戲。

## 牌具

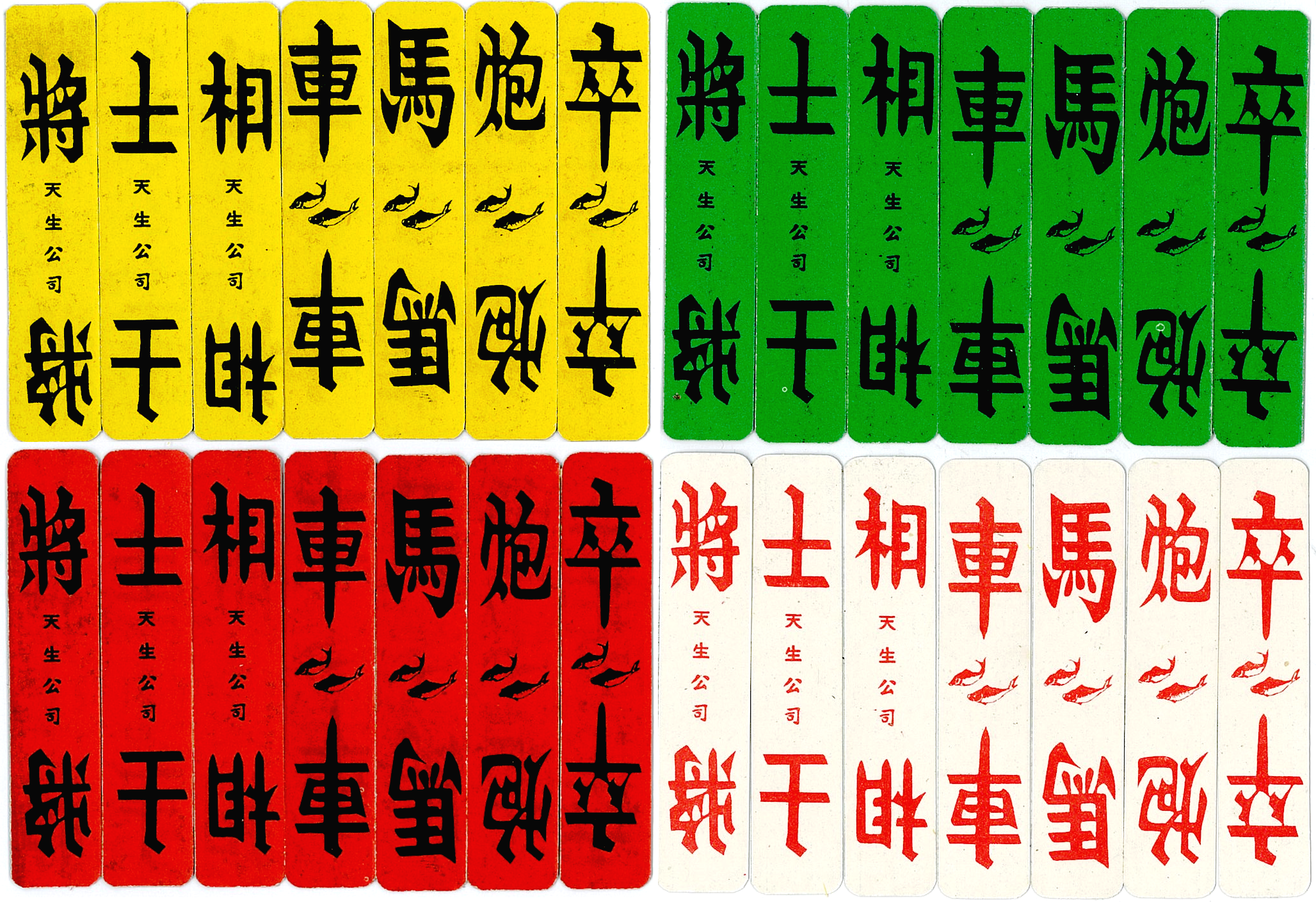
香港四色牌

- 不同於台灣、福建的四色牌，字只有中國象棋的將、士、象、車、馬、炮、卒。

## 牌規

### 流程
- 四人遊戲。
- 莊家摸二十一張，閒家摸二十張。
- 行牌類似麻將，由莊家先打出牌，同樣有吃、碰、槓。出牌时不能出将。需能組成以下五種才能拿牌，但不能再以該牌型組成別的牌型。
  - 三張三色的同字牌。
  - 四張四色的同字牌。
  - 三張同色的將士象，稱為將士象。
  - 三張同色的車馬包，稱為車馬包。
  - 對子。
- 剩余最后四张牌不再摸牌。
- 組成至少十五分為胡牌，分數須為單數。
- 胡牌后翻起最后一张底牌，手牌有与底牌同字且清一色的四张或同字異色四張，则该组牌分数翻倍。
- 底牌张数超过八张时後只能自摸胡牌，地和不受此限制。
- 不允许漏胡，但如果玩家有吃、槓、摸牌等进牌动作，则不能胡那一张的规则便解除。
- 可一炮多响。
- 可包庄，即玩家点炮，则玩家包另外兩玩家的损失。[1]

### 牌值
- 天和分数为總分数翻一倍再加一分。
- 地和分数为總分数翻一倍再扣一分。
- 將若不是吃、碰、槓、四張異色的將，則每張各自算分。
- 各牌組的分數如下表。[1]

| 牌型             | 胡數 |
| ---------------- | ---- |
| 單將             | 1    |
| 車馬包           | 1    |
| 將士象           | 1    |
| 三色的非將同字牌 | 1    |
| 明刻             | 1    |
| 暗刻，非將       | 3    |
| 四色的非將同字牌 | 4    |
| 明槓             | 6    |
| 非將的暗槓       | 8    |
| 四色將           | 16   |
| 將的暗槓         | 32   |